# Cengtai
Cengtai (kinesiska: 层台, 层台镇) är en köping i Kina. Den ligger i provinsen Guizhou, i den sydvästra delen av landet, omkring 150 kilometer nordväst om provinshuvudstaden Guiyang. Antalet invånare är 19985. Befolkningen består av 9 985 kvinnor och 10 000 män. Barn under 15 år utgör 39 %, vuxna 15-64 år 50 %, och äldre över 65 år 9,0 %.